# Antonio Cocozza
Antonio Cocozza (Casamarciano, 9 settembre 1956) è un sociologo italiano.

## Biografia
Ha condotto gli studi scolastici a Modena  e si è laureato in Sociologia presso l'Università degli studi di Roma “La Sapienza”. La sua formazione sociologica ha avuto modo di esprimersi, fin subito dopo la laurea, in numerose attività di ricerca di rilievo nazionale, collaborando con autorevoli direttori scientifici tra cui Guido Baglioni, Gino Giugni, Michele La Rosa.
È Professore Ordinario di Sociologia dei processi economici, del lavoro e delle organizzazioni, già vicedirettore del Dipartimento di Scienze della Formazione dell'Università degli Studi Roma Tre, Delegato del Rettore per l’Alternanza Scuola-Lavoro (Progetti PCTO), Presidente del Corso di Laurea in “Scienze dell'educazione per Educatori e Formatori” e del Corso di Laurea in "Scienze dell'educazione prevalentemente a distanza".
Esperto di Sociologia del Lavoro e delle Organizzazioni, ha orientato gran parte delle ricerche e delle attività, dentro e fuori l'accademia, sullo studio del mondo delle organizzazioni in termini di paradigmi interpretativi, processi, strutture, dinamiche comportamentali e dimensioni valoriali.
I principali campi di ricerca riguardano l'ambito di Human Resources Management, in un'ottica di studio interdisciplinare degli strumenti di gestione e valorizzazione delle persone all'interno delle organizzazioni di lavoro.
Ha condotto importanti ricerche e approfondimenti in tema di relazioni industriali, apprendimento permanente, valutazione dei processi formativi, orientamento scolastico, diversity management, public administration, comunicazione d'impresa.
Ha pubblicato numerosi volumi e articoli scientifici sul "sistema scuola", sul ruolo del dirigente scolastico e sulla leadership educativa.
Dal 2008-2009 è Direttore dei Master in “Processi organizzativi e direttivi nella scuola dell'autonomia” e “Politiche e Strumenti per la Direzione e la Valorizzazione delle Risorse Umane"  presso il Dipartimento di Scienze della Formazione dell'Università degli Studi Roma Tre.
Dal 1999-2000 insegna presso la Libera università internazionale degli studi sociali Guido Carli di Roma, dove attualmente è docente del Corso di "Comunicazione d'impresa e gestione delle risorse umane" presso i Dipartimenti di Scienze Politiche e di Impresa & Management. Presso la LUISS è Coordinatore dell'Osservatorio sulla scuola dell'autonomia.
È componente del Consiglio Direttivo dell’Associazione Italiana di Studio delle Relazioni Industriali (AISRI).
È membro di diversi comitati scientifici di riviste, tra cui "Sviluppo & Organizzazione", "Italian Journal of Sociology of Education", "Geopolitical, Social Security and Freedom Journal", "Amministrazione in cammino".
Dirige la Collana editoriale "Sociologia e Servizio sociale" edita da Roma Tre Press, Università degli Studi Roma Tre.
Componente del Comitato scientifico della collana “Modernità e Società” edita da Armando Editore.
Diversi suoi libri sono stai tradotti e pubblicati in inglese e spagnolo.
È iscritto all'Ordine dei giornalisti del Lazio.

## Premi e riconoscimenti
Nel 2006 è stato insignito del "XXXIV Premio Scanno, Provincia dell'Aquila Menzione speciale per la Sociologia", per il volume: La razionalità nel pensiero sociologico tra olismo e individualismo.
Ha ricevuto il Premio “Ipost: per la ricerca e lo studio” edizione 2005-2006, per il volume: La riforma rivoluzionaria. Leadership, gruppi professionali e valorizzazione delle risorse umane nelle pubbliche amministrazioni.
Nel 2015 è stato insignito del "Premio Piero Romei 2015ANP (Associazione Nazionale Dirigenti e Alte Professionalità della Scuola)", per il volume: Il sistema scuola. Tra autonomia e responsabilità nel lifewide learning.
Nel 2016 ha ricevuto il Premio Adriano Olivetti assegnato dall'Associazione Italiana Formatori (AIF) per il Progetto di Formazione Manageriale "La Missione della Comunità Bambino Gesù": 1º Classificato Area Ricerca & Innovazione; 1º Classificato Sezione Metodologica Blended; 2º Classificato ex Aequo Area Etica & Responsabilità Sociale.
Il 4 luglio 2018 gli è stata conferita la Cittadinanza onoraria dal Comune di Casamarciano.

## Opere
- Il sistema impresa.Temi e problemi della sociologia del lavoro e delle organizzazioni, Franco Angeli, Milano, 2025.

- La acción inesperada. Ética, racionalidad y competencias, Unión Editorial, Madrid, 2025.
- Understanding Organizational Culture: Innovation, Transparency, Leadership, Community, Spinger, Berlin, 2023.
- The Unexpected in Action : Ethics, Rationality, and Skills, Spinger, Berlin, 2023.
- Organizaciones. Culturas, modelos, gobernanza, Unión Editorial, Madrid, 2021
- IDOS, Rapporto Immigrazione e Imprenditoria 2019-2020. Idos, Roma, 2020.
- L’agire inatteso. Etica, razionalità e competenze, Franco Angeli, Milano, 2020.
- Diseguaglianze e inclusione. Saggi di sociologia, Roma Tre Press, Roma, 2020
- Innovazione e mutamento: la nuova frontiera della sociologia del lavoro tra welfare aziendale e smart working, Sociologia, n. 1, 2020
- Accogliere la differenza. Trame culturali nel mediterraneo, Aracne Editrice, Roma, 2020.
- Le sfide della scuola nell'era digitale. Una ricerca sociologica sulle competenze digitali dei docenti, Eurilink, Roma, 2017.
- La riforma delle pubbliche amministrazioni: quale modello organizzativo?, Sviluppo & Organizzazione, 2016
- La governance social inclusive come prospettiva evolutiva delle organizzazioni innovative, Sviluppo & Organizzazione, 2016
- Per una politica di orientamento permanente. Una ricerca sociologica sul campo, Guerini e Associati, MIlano, 2016
- Quale sviluppo per il capitalismo nel XXI secolo? Un’analisi sociologica, Sociologia, 2015
- Labour Market, Education and Lifelong Guidance in the European Mediterranean Countries, Italian Journal of Sociology of Education, 2014
- ·Una nuova cultura organizzativa per l'artigianato e le piccole imprese, Quaderni di ricerca sull’artigianato, Il Mulino, 2014
- Organizzazioni. Culture, modelli, governance, Franco Angeli, Milano, 2014
- Il Sistema scuola. Autonomia, sviluppo e responsabilità nel lifewide learning, Franco Angeli, Milano, 2012
- Comunicazione d'impresa e gestione delle risorse umane. Valorizzare le persone nelle imprese innovative e nelle pubbliche amministrazioni virtuose, Franco
- Angeli, Milano, 2012
- Il Diversity Management. La gestione delle differenze nelle relazioni di lavoro, Franco Angeli, Milano, 2011
- Persone organizzazioni lavori. Esperienze innovative di comunicazione d'impresa e valorizzazione delle risorse umane, Franco Angeli, Milano, 2010
- Istituzioni scolastiche e formative e sistema regionale e locale, in collaborazione con De Martin G. C., Porrotto G., Cedam, Padova, 2008
- Direzione risorse umane. Politiche e strumenti per l'organizzazione e la gestione delle relazioni di lavoro, Franco Angeli, Milano, 2006
- La razionalità nel pensiero sociologico tra olismo e individualismo, Franco Angeli, Milano, 2005
- Utopia e sociologia. Una critica alle società chiuse, 2004
- La riforma rivoluzionaria. Leadership, gruppi professionali e valorizzazione delle risorse umane nelle pubbliche amministrazioni, Franco Angeli, Milano, 2004
- La sfida della partecipazione. Relazioni industriali e gestione delle risorse umane nell'impresa, Franco Angeli, Milano, 1996.
- Salari e produttività, Edizioni Lavoro, Roma, 1989.

| Controllo di autorità | VIAF (EN) 15053101 · ISNI (EN) 0000 0000 4820 9461 · SBN CFIV097936 · LCCN (EN) n2006017696 · BNF (FR) cb150347638 (data) |